# پیشنهاد خرید گرینلند توسط ایالات متحده آمریکا

موقعیت ایالات متحده آمریکا (سبز) و گرینلند (نارنجی)

از سده ۱۹ (میلادی) ایالات متحده چندین بار تلاش کرده همانند خرید هند غربی دانمارک در سال ۱۹۱۷، گرینلند را از دانمارک خریداری کند. گفتگوهایی دربارهٔ تصاحب گرینلند در سال‌های ۱۸۶۷، ۱۹۱۰، ۱۹۴۶، ۱۹۵۵، ۲۰۱۹ و ۲۰۲۵ انجام شده‌اند. شخصیت‌های برجسته‌ای مانند وزیر امور خارجه ویلیام اچ. سوئرد، وزیر امور خارجه جیمز اف. برنز، معاون رئیس‌جمهور نلسون راکفلر و رئیس‌جمهور دونالد ترامپ همگی به این ایده علاقه‌مند بوده‌اند. پس از جنگ جهانی دوم، ایالات متحده به‌طور مخفیانه پیشنهاد خرید گرینلند را مطرح کرد. این موضوع در نخستین دوره ریاست‌جمهوری دونالد ترامپ در سال ۲۰۱۹ و دوباره پس از انتخاب دوباره او در سال ۲۰۲۴ به‌طور عمومی مورد بحث قرار گرفت.
گرینلند یک سرزمین خودمختار درون پادشاهی دانمارک است. رهبران گرینلندی و دانمارکی اعلام کرده‌اند که گرینلند حق تعیین سرنوشت خود را دارد و برای فروش نیست. بسیاری از مردم گرینلند از استقلال حمایت می‌کنند. در حالی که بسیاری از دانمارکی‌ها ارتباط تاریخی خود با گرینلند را بخشی مهم از هویت ملی خود می‌دانند.
ایالات متحده مدت‌ها است که گرینلند را برای امنیت ملی خود مهم می‌داند. در اوایل سده ۲۰ (میلادی) این منطقه به‌عنوان یک مکان کلیدی برای محافظت در برابر حملات احتمالی به ایالات متحده در نظر گرفته می‌شد. در طول جنگ جهانی دوم، ایالات متحده گرینلند را اشغال کرد تا از استفاده آن توسط آلمان نازی جلوگیری کند، پس از اینکه آلمان دانمارک را تصرف کرد. ارتش ایالات متحده پس از جنگ در گرینلند باقی ماند و تا سال ۱۹۴۸ دانمارک دیگر سعی نکرد که ایالات متحده را متقاعد به ترک گرینلند کند. سال بعد، هر دو کشور به ناتو پیوستند. یک پیمان در سال ۱۹۵۱ به ایالات متحده نقش مهمی در دفاع از گرینلند داد.
از سال ۲۰۲۵ نیروی فضایی ایالات متحده پایگاه فضایی پی‌توفیک را در گرینلند اداره می‌کند و نیروی زمینی ایالات متحده آمریکا به‌طور منظم در تمرینات ناتو در آب‌های گرینلند شرکت می‌کند.